# Levina Teerlinc

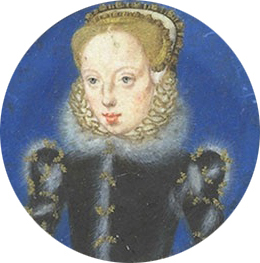
Portret Lady Catherine Grey, ok. 1555–1560, Muzeum Wiktorii i Alberta w Londynie

Levina Teerlinc lub Teerline (ur. ok. 1510-1520 w Brugii, zm. 23 czerwca 1576 w Londynie) – flamandzka miniaturzystka działająca w Anglii na dworach Henryka VIII, Edwarda VI, Marii I i Elżbiety I.
Była córką i uczennicą malarza Simona Beninga, w 1545 razem z mężem wyjechała na stałe do Anglii i podjęła pracę na dworze Henryka VIII Tudora. Musiała być cenioną artystką, gdyż otrzymała uposażenie wyższe od zmarłego przed jej przyjazdem Hansa Holbeina (młodszego). Malarka zajmowała się prawdopodobnie wyłącznie miniaturami, które cieszyły się znaczną popularnością.
Do czasów współczesnych nie zachowała się żadna praca artystki, której atrybucja nie budziłaby wątpliwości. Za jedno z najpewniejszych dzieł Levini Teerlinc uchodzi Portret Lady Katherine Grey z Muzeum Wiktorii i Alberta w Londynie.